# Ryan Seacrest
Ryan John Seacrest (Dunwoody, Georgia, 24 de diciembre de 1974) es un presentador de televisión, locutor de radio, productor y empresario estadounidense. Es principalmente reconocido por ser el anfitrión del programa de televisión American Idol. Mientras que continúa al frente del programa, Seacrest también conduce E! News y la emisión anual de Dick Clark's New Year's Rockin' Eve en ABC. Además de sus trabajos en televisión, trabaja en la radio en el programa On Air with Ryan Seacrest, emitido por la KIIS-FM en Los Ángeles.

## Biografía
Ryan Seacrest nació en Dunwoody, Georgia, hijo de Constance Marie Zullinger, una ama de casa, y de Gary Lee Seacrest, un abogado. Tiene una hermana menor, Meredith, y es de ascendencia suiza. Cuando era niño quería ser DJ, y era fanático de Casey Kasem y Dick Clark. Ryan realizaba los anuncios matutinos en su escuela secundaria, en la cual se graduó en 1993. Durante su carrera académica, fue reportero del periódico escolar, miembro del club de la ONU y capitán del equipo de natación.
Tras graduarse en el instituto, Seacrest asistió a la Universidad de Georgia (1993). Allí, conduciría su primer programa de radio en una emisora local. Al poco de comenzar la universidad, con apenas 20 años, Ryan dejaría los estudios para dedicarse al mundo del espectáculo.
En 2008, Seacrest comenzó a experimentar con redes sociales como Twitter para mantenerse como figura pública. 

### Vida personal
Seacrest respondió sobre los rumores de que era homosexual en una entrevista de 2003 con la revista Steppin' Out: "Estoy tratando de pensar cuál es la mejor forma en la que podría describir cómo me siento cuando escucho ese rumor en particular. Me veo bien. Estoy relativamente limpio y me gusta comprarme ropa. Si tuviese que seguir los estereotipos, ese sería un hábito de los gais. Para mí no lo es: es un hábito de los heterosexuales". La revista Stuff lo describió como "el prototipo estadounidense de un metrosexual". Su última relación fue con la bailarina y actriz Julianne Hough.

### Carrera
Seacrest realizó una aparición como conductor del programa ficticio Lover's Lane en Beverly Hills, 90210 en "The Final Proof".
Más tarde condujo The New Edge, un programa creado por la CNET en el cual se presentan los nuevos dispositivos tecnológicos. Seacrest luego aceptó ser el coconductor del exitoso programa American Idol en 2002 junto al comediante Brian Dunkleman.
En los American Music Awards de 2003, rasgó la blusa de la comediante Kathy Griffin y le mostró su corpiño al público. Kathy, como respuesta, lo denunció acusando que había sido agredida físicamente. Él aceptó que todo había sido improvisado. Más tarde, Seacrest hizo una broma sobre una niña de doce años de edad sentada en la primera fila, lo que causó que la presentadora Patricia Heaton se fuese del lugar, disgustada.
American Idol se convirtió en un éxito cuando la audiencia llegó a millones de personas por emisión, por lo que Seacrest adquirió cada vez más fama. Al año siguiente, pasó a ser el único conductor luego de la partida de Dunkleman. En 2003, Ryan condujo American Juniors.

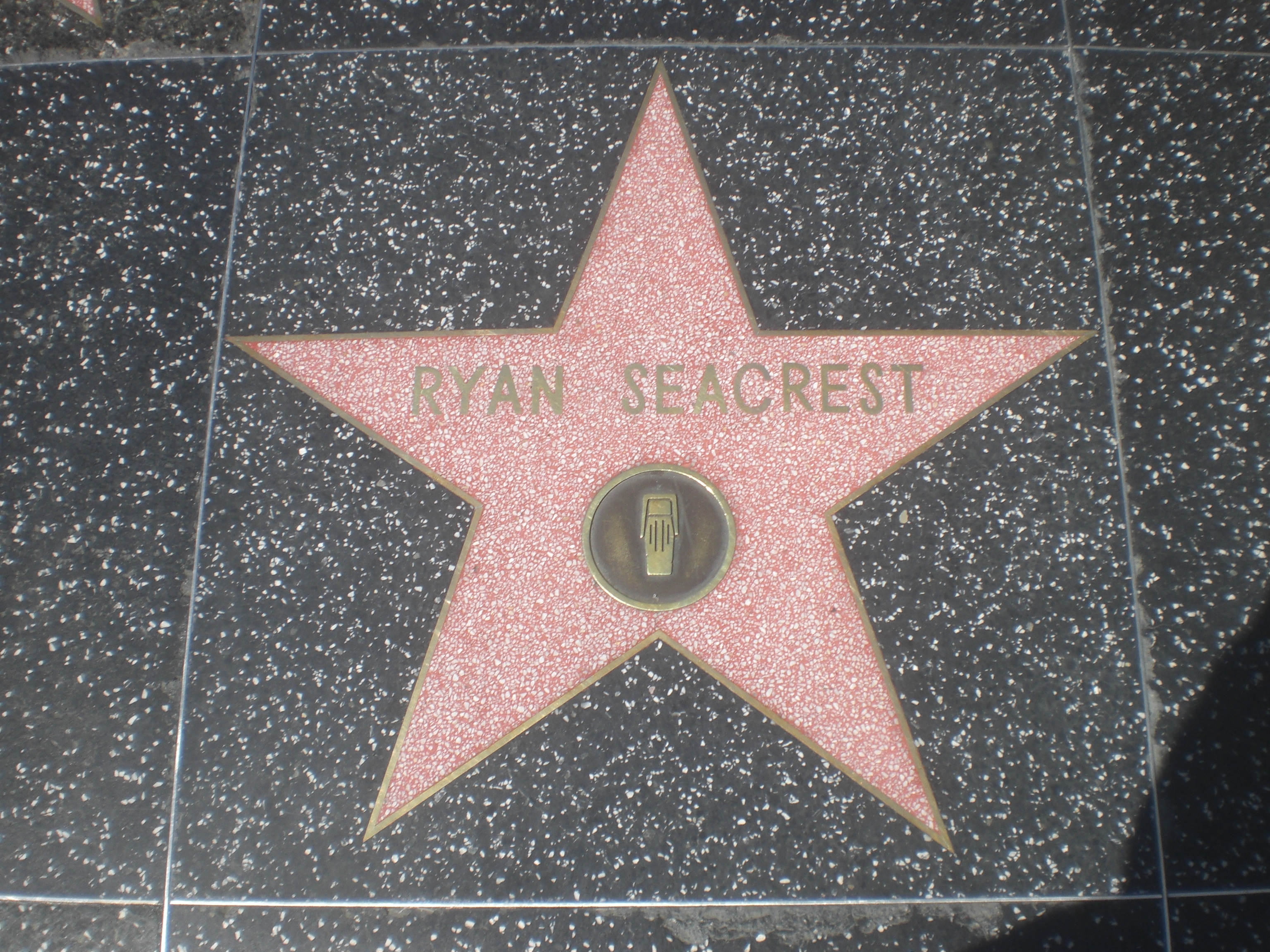
Estrella de Seacrest en el paseo de la fama de Hollywood.

En enero de 2004, Seacrest condujo un programa de televisión de entretenimiento titulado On Air with Ryan Seacrest. Debido a los bajos índices de audiencia, el programa fue cancelado y el último episodio se emitió el 17 de septiembre de 2004. En enero del mismo año, Seacrest también había aceptado ser el nuevo conductor del legendario programa de radio American Top 40, creado y antiguamente conducido por Casey Kasem. Antes de que comenzó a ser locutor en AT40, trabajó como suplente en cuatro ocasiones en 2003. En febrero de 2004, pasó a la estación de radio KIIS conduciendo por la mañana, reemplazando a Rick Dees. Este programa, también conocido como On Air With Ryan Seacrest, continúa emitiéndose.
En enero de 2005, Seacrest condujo el concierto "Celebración de la libertad" en Washington D. C. para el presidente George W. Bush, la familia Bush y el ejército de Estados Unidos.
En agosto del mismo año, se anunció que sería el productor ejecutivo y coconductor de Dick Clark's New Year's Rockin' Eve, y que sería el sucesor del legendario productor y conductor. El 31 de diciembre del mismo año Seacrest fue el conductor principal del programa. El papel de Dick Clark se vio limitado por problemas de habla y movilidad debidos a su recuperación de un derrame cerebral. Seacrest también trabaja ocasionalmente como conductor suplente en el programa de la CNN Larry King Live.
En enero de 2006, el canal de cable de los Estados Unidos E! anunció un contrato de tres años y por veintiún millones de dólares para que Seacrest condujese y produjese varios programas, incluyendo E! News y sus coberturas en la alfombra roja. Associated Press declaró que Seacrest utilizó el contrato con E! y con Dick Clark's New Year's Rockin' Eve como un resorte hacia una larga carrera en producción televisiva. En abril del mismo año, ganó un Premio Daytime Emmy por su labor como coconductor del Desfile de Navidad de Disney junto a Regis Philbin y Kelly Ripa. Seacrest tuvo un cameo en la película del verano de 2007 Knocked Up, en donde representa a un conductor de E! y demuestra la estupidez de sus entrevistas, notando que no hay nada que decir sobre las estrategias de la guerra de Irak o los problemas con Corea del Norte.
Seacrest condujo la entrega 59 de los Premios Primetime Emmy el 16 de septiembre de 2007.
En mayo de 2008, se reportó que Seacrest sería el productor ejecutivo de un nuevo reality show de citas, Momma's Boys, para la NBC. Según un anuncio, la serie tratará sobre madres que buscan la pareja perfecta para sus hijos varones.
Seacrest también es el productor ejecutivo del reality show de E! Denise Richards: It's Complicated el cual se estrenó el 26 de mayo del mismo año. El programa ha recibido numerosas críticas negativas; el Boston Herald, por ejemplo le dio una calificación de cinco puntos sobre diez.
En julio de 2009 se anunció un nuevo contrato que lo mantiene como anfitrión de American Idol hasta 2012 y participando en nuevos proyectos, se asegura que la cifra del contrato es de 45 millones de dólares americanos.

## Filmografía

### Cine
| Año  | Título              | Personaje                                                    | Notas |
| ---- | ------------------- | ------------------------------------------------------------ | ----- |
| 2007 | Knocked Up          | Él mismo                                                     |       |
| 2008 | Get Smart           | Él mismo (Anfitrión de American Top 40)                      |       |
| 2010 | Shrek Forever After | Padre de "Butter Pants"                                      | Voz   |
| 2011 | New Year's Eve      | Él mismo (Anfitrión de New Year's Rockin' Eve de Dick Clark) |       |
| 2020 | The Stand In        | Él mismo                                                     |       |

### Televisión

#### Creador, productor
| Año           | Título                                                   | Creador | Productor |
| ------------- | -------------------------------------------------------- | ------- | --------- |
| 2004          | New Year's Eve Live from Times Square with Ryan Seacrest |         | Ejecutivo |
| 2004          | On Air with Ryan Seacrest                                |         | Ejecutivo |
| 2005–presente | Dick Clark's New Year's Rockin' Eve                      |         | Ejecutivo |
| 2006–presente | E! Live from the Red Carpet                              |         | Ejecutivo |
| 2007          | Paradise City                                            |         | Ejecutivo |
| 2007          | Crash My School                                          |         | Ejecutivo |
| 2007–17       | Keeping Up with the Kardashians                          | Si      | Ejecutivo |
| 2008          | Victoria's Secret: What Is Sexy? 2008                    |         | Ejecutivo |
| 2008–09       | Momma's Boys                                             | Si      | Ejecutivo |
| 2008–09       | Bromance                                                 | Si      | Ejecutivo |
| 2008–09       | Denise Richards: It's Complicated                        | Si      | Ejecutivo |
| 2009–10       | Bank of Hollywood                                        |         | Si        |
| 2009–13       | Kourtney & Kim Take Miami                                |         | Ejecutivo |
| 2009–10       | Bank of Hollywood                                        |         | Ejecutivo |
| 2010–11       | Jamie Oliver's Food Revolution                           |         | Ejecutivo |
| 2011          | Kourtney and Kim Take New York                           |         | Ejecutivo |
| 2011          | The Dance Scene                                          |         | Ejecutivo |
| 2011          | Khloé & Lamar                                            |         | Ejecutivo |
| 2011          | I Kid with Brad Garrett                                  |         | Ejecutivo |
| 2012          | Melissa & Tye                                            |         | Ejecutivo |
| 2012          | Married to Jonas                                         |         | Ejecutivo |
| 2013          | The Wanted Life                                          |         | Ejecutivo |
| 2013          | Ryan Seacrest with Selena Gomez                          |         | Ejecutivo |
| 2013          | The Million Second Quiz                                  |         | Ejecutivo |
| 2013          | How I Rock It                                            |         | Ejecutivo |
| 2014          | Montecito                                                |         | Ejecutivo |
| 2014          | Mixology                                                 |         | Ejecutivo |
| 2014          | I Wanna Marry "Harry"                                    | Si      | Si        |
| 2014          | Webheads                                                 |         | Ejecutivo |
| 2014          | Fashion Rocks                                            |         | Ejecutivo |
| 2014          | Preaching Alabama                                        |         | Ejecutivo |
| 2012          | Shahs of Sunset                                          |         | Ejecutivo |
| 2015          | Knock Knock Live                                         |         | Ejecutivo |
| 2016          | Rob & Chyna                                              |         | Ejecutivo |
| 2016          | Sugar & Sparks                                           |         | Ejecutivo |
| 2016–17       | Shades of Blue                                           |         | Ejecutivo |
| 2017          | Life of Kylie                                            |         | Ejecutivo |
| 2017–presente | Live with Kelly and Ryan                                 |         | Ejecutivo |
| 2018          | Insatiable                                               |         | Ejecutivo |
| Anunciado     | Untitled Gabriel Iglesias Comedy Show                    |         | Ejecutivo |

#### Actor
| Año           | Título                                 | Personaje                                            | Notas                                     |
| ------------- | -------------------------------------- | ---------------------------------------------------- | ----------------------------------------- |
| 1995          | Gladiators 2000                        | Coanfitrión                                          |                                           |
| 1995          | Wild Animal Games                      | Anfitrión                                            |                                           |
| 1995          | Reality Check                          | Jack Craft                                           |                                           |
| 1996          | The New Edge                           | Anfitrión                                            |                                           |
| 1996          | CNET Central                           | Coanfitrión                                          |                                           |
| 1997          | Click                                  | Anfitrión                                            |                                           |
| 1999          | Hey Arnold!                            | Anfitrión                                            | "Fighting Families"                       |
| 2000          | The NBC Saturday Night Movie           | Anfitrión                                            |                                           |
| 2000          | Beverly Hills, 90210                   | Anfitrión                                            | Episodio: "The Final Proof, Lover's Lane" |
| 2000          | Disneyland 2000: 45 Years of Magic     | Anfitrión                                            |                                           |
| 2002          | Ultimate Revenge                       | Anfitrión                                            |                                           |
| 2002–presente | American Idol                          | Coanfitrión (T 1). Anfitrión (T 2 – presente)        |                                           |
| 2003          | American Juniors                       | Anfitrión                                            |                                           |
| 2003          | America's Party: Live from Las Vegas   | Anfitrión                                            |                                           |
| 2003          | Good Day Live                          | Anfitrión invitado                                   |                                           |
| 2003–10       | Larry King Live                        | Anfitrión invitado, Anfitrión substituto             |                                           |
| 2005          | Robot Chicken                          | Él mismo                                             |                                           |
| 2005          | Mind of Mencia                         | Él mismo                                             |                                           |
| 2005          | Punk'd                                 | Él mismo                                             | 1 Episodio                                |
| 2005–presente | Walt Disney World Christmas Day Parade | Anfitrión                                            |                                           |
| 2005–presente | Dick Clark's New Year's Rockin' Eve    | Anfitrión                                            |                                           |
| 2006–15       | E! News                                | Coanfitrión                                          |                                           |
| 2007          | 59th Primetime Emmy Awards             | Anfitrión                                            |                                           |
| 2007–08       | American Idol Rewind                   | Anfitrión                                            |                                           |
| 2008          | Super Bowl XLII                        | Anfitrión de pre-juego y espectáculo de medio tiempo |                                           |
| 2008          | 60th Primetime Emmy Awards             | Coanfitrión                                          |                                           |
| 2008          | Victoria's Secret: What Is Sexy? 2008  |                                                      | Película de televisión                    |
| 2009          | 2009 Academy Awards                    | Anfitrión en E!                                      |                                           |
| 2010          | The Simpsons                           | Él mismo                                             | Voz. Episodio: "Judge Me Tender"          |
| 2013          | Ryan Seacrest with Selena Gomez        | Anfitrión                                            | Documental                                |
| 2013          | The Million Second Quiz                | Anfitrión                                            |                                           |
| 2014          | I Wanna Marry "Harry"                  |                                                      | 2 Episodios                               |
| 2014          | Fashion Rocks                          | Anfitrión                                            |                                           |
| 2015          | Knock Knock Live                       | Anfitrión                                            |                                           |
| 2016          | Rob & Chyna                            |                                                      | 1 Episodio                                |
| 2016          | Sugar & Sparks                         |                                                      | 1 Episodio                                |
| 2017–presente | Live with Kelly and Ryan               | Coanfitrión                                          |                                           |
| 2018          | The Real Housewives of Beverly Hills   | Él mismo                                             |                                           |

- Miley & Mandy como sí mismo
- Fear Factor: Participante
- Blind Date: Conductor

En 2008 se anunció que conduciría dos programas nuevos: Bromance, un programa de telerrealidad emitido por MTV con Brody Jenner, y una serie sin título junto a Paris Hilton.

## Radio
| Año                 | Título                    | Personaje                                            | Notas             |
| ------------------- | ------------------------- | ---------------------------------------------------- | ----------------- |
| 1995–2003           | 987 FM                    | 1pm a 4pm                                            |                   |
| 2003                | Radio Music Awards        | Coanfitrión                                          |                   |
| 2004, 2008–presente | On Air with Ryan Seacrest | Anfitrión. Productor ejecutivo                       | B98.7             |
| 2004, 2008–presente | On Air with Ryan Seacrest | Anfitrión. Productor ejecutivo                       | 99.9 Virgin Radio |
| 2004, 2008–presente | On Air with Ryan Seacrest | Anfitrión. Productor ejecutivo                       | 107.5 The River   |
| 2004–presente       | American Top 40           | Anfirtrión                                           |                   |
| 2004–presente       | 102.7 KIIS-FM Los Ángeles | Morning Drive time Personality with co-host Sisanie. |                   |
| Presente            | KYSR, WSTR                | Personalidad en el aire                              |                   |

- Star 98.7
- 100.3 Z-100: Coconductor
- Z99.5 WZPL

## Premios y nominaciones

### Premios Primetime Emmy
| Año  | Categoría                    | Trabajo Nominado               | Resultado | Ref.   |
| ---- | ---------------------------- | ------------------------------ | --------- | ------ |
| 2003 | Mejor Reality de Competición | American Idol                  | Nominado  | [ 20 ] |
| 2004 | Mejor Reality de Competición | American Idol                  | Nominado  | [ 20 ] |
| 2005 | Mejor Reality de Competición | American Idol                  | Nominado  | [ 20 ] |
| 2006 | Mejor Reality de Competición | American Idol                  | Nominado  | [ 20 ] |
| 2007 | Mejor Reality de Competición | American Idol                  | Nominado  | [ 20 ] |
| 2008 | Mejor anfitrión de Reality   | American Idol                  | Nominado  | [ 20 ] |
| 2009 | Mejor anfitrión de Reality   | American Idol                  | Nominado  | [ 20 ] |
| 2010 | Mejor anfitrión de Reality   | American Idol                  | Nominado  | [ 20 ] |
| 2010 | Mejor Reality                | Jamie Oliver's Food Revolution | Ganador   | [ 20 ] |
| 2011 | Mejor anfitrión de Reality   | American Idol                  | Nominado  | [ 20 ] |
| 2012 | Mejor anfitrión de Reality   | American Idol                  | Nominado  | [ 20 ] |
| 2012 | Mejor Reality                | Jamie Oliver's Food Revolution | Nominado  | [ 20 ] |
| 2013 | Mejor anfitrión de Reality   | American Idol                  | Nominado  | [ 20 ] |